# Campeonato navarro del Cuatro y Medio 2004
La VI edición del Campeonato navarro del Cuatro y Medio, competición de pelota vasca en la variante de pelota mano profesional de primera categoría, se disputó en el año 2004. Fue organizada conjuntamente por Asegarce y ASPE, las dos principales empresas dentro del ámbito profesional de la pelota mano, junto con la Federación Navarra de Pelota.

## Eliminatorias
| Fecha    | Frontón y localidad  | Rojo   | Azul       | Tanteo |
| -------- | -------------------- | ------ | ---------- | ------ |
| 20/06/04 | Aritzbatalde, Zarauz | Nagore | Barriola   | 22-05  |
| 26/06/04 | Ultzama, Larrainzar  | Esain  | Patxi Ruiz | 11-22  |

## Semifinales
| Fecha    | Frontón y localidad | Rojo              | Azul       | Tanteo |
| -------- | ------------------- | ----------------- | ---------- | ------ |
| 02/07/04 | Labrit, Pamplona    | Martínez de Irujo | Nagore     | 22-20  |
| 03/07/04 | Labrit, Pamplona    | Olaizola II       | Patxi Ruiz | 21-22  |

## Final
| Fecha    | Frontón y localidad | Rojo              | Azul       | Tanteo |
| -------- | ------------------- | ----------------- | ---------- | ------ |
| 07/07/04 | Labrit, Pamplona    | Martínez de Irujo | Patxi Ruiz | 18-22  |

- Datos: Q8261114